# X Governo Regional da Madeira
O X Governo Regional da Madeira foi formado com base nas eleições legislativas regionais de 6 de maio de 2007, em que o Partido Social Democrata (PPD/PSD) venceu com maioria qualificada. A tomada de posse ocorreu no dia 19 de junho de 2007.

## Composição
Os membros do X Governo Regional da Madeira eram:
| Retrato | Cargo                                               | Detentor                                         | Partido | Partido | Período                                     |
| ------- | --------------------------------------------------- | ------------------------------------------------ | ------- | ------- | ------------------------------------------- |
|         | Presidente do Governo Regional                      | Alberto João Cardoso Gonçalves Jardim            |         | PPD/PSD | 19 de junho de 2007 a 9 de novembro de 2011 |
|         | Vice-presidente do Governo Regional                 | João Carlos Cunha e Silva                        |         | PPD/PSD | 19 de junho de 2007 a 9 de novembro de 2011 |
|         | Secretário Regional dos Recursos Humanos            | Eduardo António Brazão de Castro                 |         | PPD/PSD | 19 de junho de 2007 a 9 de novembro de 2011 |
|         | Secretário Regional do Equipamento Social           | Luís Manuel dos Santos Costa                     |         | PPD/PSD | 19 de junho de 2007 a 9 de novembro de 2011 |
|         | Secretária Regional do Turismo e Transportes        | Conceição Maria de Sousa Nunes Almeida Estudante |         | PPD/PSD | 19 de junho de 2007 a 9 de novembro de 2011 |
|         | Secretário Regional de Educação e Cultura           | Francisco José Vieira Fernandes                  |         | PPD/PSD | 19 de junho de 2007 a 9 de novembro de 2011 |
|         | Secretário Regional do Plano e Finanças             | José Manuel Ventura Garcês                       |         | PPD/PSD | 19 de junho de 2007 a 9 de novembro de 2011 |
|         | Secretário Regional do Ambiente e Recursos Naturais | Manuel António Rodrigues Correia                 |         | PPD/PSD | 19 de junho de 2007 a 9 de novembro de 2011 |
|         | Secretário Regional dos Assuntos Sociais            | Francisco Jardim Ramos                           |         | PPD/PSD | 19 de junho de 2007 a 9 de novembro de 2011 |